# Algerische Futsalnationalmannschaft
Die algerische Futsalnationalmannschaft ist eine repräsentative Auswahl algerischer Futsalspieler. Die Mannschaft vertritt den algerischen Fußballverband bei internationalen Begegnungen. Das Team nahm 1989 an der ersten Futsal-Weltmeisterschaft unter Schirmherrschaft der FIFA teil, tritt seither aber nur noch sporadisch in Erscheinung. 

## Abschneiden bei Turnieren
Algerien wurde 1989 von der FIFA eingeladen, an der Futsal-Weltmeisterschaft in den Niederlanden teilzunehmen. In einer Gruppe mit den Niederlanden, Paraguay und Dänemark beendete man die Vorrunde nach drei Niederlagen auf dem letzten Tabellenrang. Bis zum nächsten internationalen Auftritt eines algerischen Futsalteams dauerte es bis 1998, anschließend gab es erneut eine Pause bis 2005. Zu neuerlichen Turnierauftritten des Nationalteams kam es 2010, mit Teilnahmen an der Futsal-Afrikameisterschaft der Union of North African Football Federations und dem Mediterranean Futsal Cup. An einer Qualifikation für die Futsal-WM oder Afrikameisterschaft nahm das Nationalteam hingegen noch nie teil.

### Futsal-Weltmeisterschaft
- 1989 – Vorrunde
- 1992 – nicht teilgenommen
- 1996 – nicht teilgenommen
- 2000 – nicht teilgenommen
- 2004 – nicht teilgenommen
- 2008 – nicht teilgenommen
- 2012 – nicht teilgenommen
- 2016 – nicht teilgenommen
- 2021 – nicht qualifiziert
- 2024 – nicht qualifiziert

### Futsal-Afrikameisterschaft
- 1996 – nicht teilgenommen
- 2000 – nicht teilgenommen
- 2004 – nicht teilgenommen
- 2008 – nicht teilgenommen
- 2016 – nicht teilgenommen
- 2020 – nicht qualifiziert
- 2024 – nicht qualifiziert